# Live Mesh
Live Mesh（ライブ メッシュ）は、マイクロソフトが提供していた複数のデバイス間のファイルやフォルダの同期システムで、ソフトウェアコンポーネント群である。名称に「Windows」は付かない（後継であるWindows Live Meshとの混同に注意）。
Live MeshのソフトウェアはMesh Operating Environment (MOE) と呼ばれ、Windows XPとWindows Vista、 Windows 7、Windows MobileとMac OS Xで利用できたサービスである。
リモートデスクトップ機能を備えており、Live Meshが実行されているコンピューターに対し、インターネット越しにリモート接続することができた。
開発者向けのプロトコルやAPIは、MeshFXというRESTベースのAPIで、HTTPを介してサービスを提供する。マイクロソフトはこれらのAPIを、Software Development KitとしてWin32やJavaScriptと同様にマネージコード (.NET FrameworkとMicrosoft Silverlight) に対して提供していた。
Web上に「Meshデスクトップ」という、Windows のデスクトップとWindows Explorerを模したサイトがあり、ここでもファイルやフォルダーの作成、削除、リネーム、ダウンロード等ができた。
2010年8月頃、Windows Live Syncへの移行が発表された。結局最後までベータ版のままであった。

Live Mesh スタックのアーキテクチャ

## 開発者向けCTP版
一般向けのベータ版とは別に、開発者向けのCTP (Community Technology Preview) 版があった。このバージョンでは、ファイルの同期やリモートデスクトップ機能が使用できず、代わりに「Meshアプリ」という機能が搭載されていた。
これは、Live Meshがインストールされているデバイス上や、前述のMeshデスクトップ上で実行可能なアプリケーションであり、Live Meshの同期機能を使い、設定やデータを同期することができるというものであった。